# Partito del Popolo (Romania)
Il Partito del Popolo – Dan Diaconescu (in romeno Partidul Poporului - Dan Diaconescu, PP-DD) è un partito politico rumeno di orientamento nazionalista e populista fondato nel 2011 su iniziativa del presentatore televisivo Dan Diaconescu.
Nel 2014 Diaconescu afferma che, se venisse eletto presidente alle elezioni presidenziali di novembre, potrebbe proporre Silvio Berlusconi come primo ministro della Romania.
Alle elezioni europee del 2014 il partito ottiene il 3,67% dei voti, senza eleggere europarlamentari.

## Struttura

### Presidenti

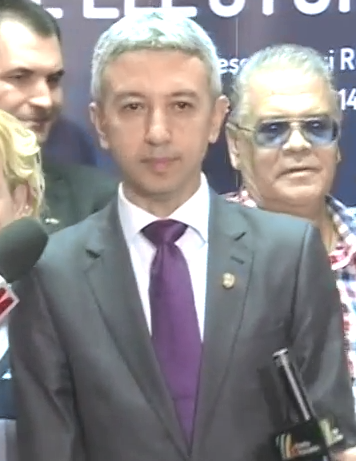
Dan Diaconescu, fondatore e primo presidente

- Dan Diaconescu presidente fondatore (2011–2012)
- Simona-Alice Man (2012–2015)

## Nelle istituzioni

### Collocazione parlamentare
- Opposizione extraparlamentare (2011–2012)

Governo Boc II, Governo Ungureanu, Governo Ponta I
- Opposizione (2012–2015)

Governo Ponta II, Governo Ponta III, Governo Ponta IV

## Risultati elettorali
| Elezione          | Elezione     | Voti      | %     | Seggi    |
| ----------------- | ------------ | --------- | ----- | -------- |
| Parlamentari 2012 | Camera       | 1.032.208 | 13,98 | 47 / 412 |
| Parlamentari 2012 | Senato       | 1.081.601 | 14,63 | 21 / 176 |
| Europee 2014      | Europee 2014 | 204.310   | 3,67  | 0 / 32   |

| Elezione           | Elezione | Candidato      | Voti    | %    | Esito                |
| ------------------ | -------- | -------------- | ------- | ---- | -------------------- |
| Presidenziali 2014 | I turno  | Dan Diaconescu | 382.526 | 4,03 | ❌ Non eletta/o (6º) |